# الخشخاش (مسلسل)
الخشخاش مسلسل سوري، يندرج ضمن فئة الدراما الاجتماعية، ويتناول قضايا إنسانية واجتماعية من قلب البيئة الريفية النائية. إخرجه بسام الملا وألفه فؤاد شربجي. بدأ عرضه في 17 آذار 1991م.

## قصة المسلسل
تدور أحداث المسلسل في إحدى القرى الريفية النائية، حيث تعاني (هيام) من عجرفة زوجها (صالح) وعصبيته الشديدة، حيث حرمها من استكمال الدراسة في الجامعة، وسرعان ما تطرأ تطورات عدة على علاقتهما. تتطور الأحداث وتطرأ العديد من التحديات والمشاكل على علاقة هيام وصالح، بالإضافة إلى قصص جانبية لشخصيات أخرى تتشابك مصائرها، مثل الخلافات العائلية والمشاكل الاجتماعية التي تعكس الواقع.

## الممثلون
شارك في المسلسل مجموعة من الممثلين السوريين، منهم:
- منى واصف بدور (بدرية)
- رفيق السبيعي بدور (أبو محمود)
- عباس النوري بدور (محمود)
- سلوم حداد بدور (صالح)
- فاديا خطاب بدور (عايدة)
- سلمى المصري بدور (هيام)
- أيمن زيدان بدور (تيسير)
- نذير سرحان بدور (حسن)
- ليلى جبر بدور (وصال)
- تولاي هارون بدور (هدى)[5][6]
- أيمن رضا بدور (خلدون)
- حاتم علي بدور (سامر)
- عدنان عجلوني بدور (خال فريال)
- فائق عرقسوسي بدور (المحقق)
- هاني الروماني بدور (والد هيام)
- ملك سكر بدور (فريال)
- يوسف حنا بدور (خيرو)
- عصام عبه جي بدور (عدنان بيك)
- وفاء موصللي بدور (سلوى)
- أدهم الملا بدور (أبو خالد)
- زهير عبدالكريم بدور (عبد الرحمن ( عبدو ))
- أحمد أيوب بدور (والد تيسير)
- ظفيرة قطان بدور  (والدة سامر)
- أحمد منصور بدور (فايز ( مساعد المحقق ))